# Symplecis beaumontor
Symplecis beaumontor är en stekelart som beskrevs av Aubert 1968. Symplecis beaumontor ingår i släktet Symplecis och familjen brokparasitsteklar. Inga underarter finns listade i Catalogue of Life.